# Huy Duong Bui
Pour les articles homonymes, voir Bui.
Huy Duong Bui (en vietnamien Bùi Huy Đường) né le 18 mars 1937 à Hanoi, mort le 29 mai 2013  est un scientifique spécialiste de  la mécanique de la rupture et des problèmes inverses, membre de l'Académie des sciences depuis le 13 novembre 1995 dans la section des sciences mécaniques et informatiques.

## Travaux
Le tome 336, fascicule 1-2 (2008) des Comptes-rendus Mécanique de l'Académie des Sciences rassemble des contributions faisant suite au symposium de Symi (Grèce) organisé en 2006 par Prof. X. Markenscoff (UCSD) consacré au travail scientifique de H.D. Bui, sur le thème de la « dualité, problèmes inverses et problèmes non linéaires en mécanique des solides ».
- Fracture Mechanics: Inverse Problems and Solutions Springer London, Limited,  (ISBN 1-4020-4836-X) ; Springer,  (ISBN 1-4020-4837-8) ; Ce livre a été traduit en vietnamien et en russe par Fizmalit (Errata dans )
- Inverse Problems in Engineering Mechanics : Iutam Symposium, Tokyo, 1992, by M. Tanaka and H.D. Bui, Springer,  (ISBN 3-540-56345-8)
- Mécanique de la rupture fragile, Masson,  (ISBN 2-225-48312-4)
- Inverse problems in the mechanics of materials : an introduction, CRC Press, Boca Raton, 1994 ; traduction du français, traductions japonaise, chinoise, russe et vietnamienne
- Travaux sur la Pyramide de Khéops notamment la découverte de la structure de sous-densité en spirale montante dans le sens direct, voir http://www.cpgf-horizon.fr/_NEW/pdf/lakshmanan-1987_cheops.pdf
- Imaging the Cheops Pyramid. Springer,  (ISBN 978-94-007-2656-7) (2011)
- Duality, symmetry and symmetry lost in solid mechanics - Selected works of H.D. Bui - (Ed. Xanthippi Markenscoff et Alain Ehrlacher) à l'occasion d'un colloque les 4-5 juillet 2011 à Paris (École des mines ParisTech) - Presse des Ponts

## Prix et distinctions
- 1978, Prix Charles Dupin de l’Académie des sciences
- 1994, Prix RHEO du Groupe français de rhéologie
- 2008, Chevalier de la Légion d’Honneur[5]